# Louis d’Aube de Roquemartine
Louis d’Aube de Roquemartine (* 9. Dezember 1630 in Arles; † 19. September 1713 ebenda) war ein französischer Bischof.

## Leben
Louis d’Aube de Roquemartine (von der Burg Roquemartine) war der letzte Spross einer alten Adelsfamilie aus den Alpilles. Er war von 1652 bis 1704 Dompropst (prévôt) der Kathedrale St-Trophime in Arles. Er wurde am 7. März 1655 zum Priester geweiht. Der König ernannte ihn am 16. September 1675 zum Bischof von Grasse. Die Bischofsweihe nahm am 17. Januar 1677 in Arles Jean-Baptiste Adhémar de Monteil de Grignan vor, Koadjutor des erblindeten Erzbischofs François Adhémar de Monteil von Arles. Am 21. März 1681 wurde er zum Bischof von  Saint-Paul-Trois-Châteaux ernannt und trat 1682 sein Amt an. In Saint-Paul-Trois-Châteaux wirkte er 30 Jahre lang segensreich. Er starb 1713 im Alter von 82 Jahren.